# Candanal
Candanal es una parroquia del concejo asturiano de Villaviciosa, en España.
Tiene una superficie de 13,11 km² en la que habitan un total de 223 personas (INE 2020) repartidas entre las poblaciones de:
- Argañoso (Argañosu)
- Collado (Colláu)
- Manzanedo (Manzanéu)
- Pumar de Abad (Pumardabá)
- Roces
- Santa Cecilia (Santecía)

Limita al norte con la parroquia de Peón, de la que se independizó en 1791; al oeste limita con Valdornón, en el concejo de Gijón, al sur con la parroquia de Narzana que pertenece al concejo de Sariego y al este con Rozaes.